# Paros (regionální jednotka)
Paros (řecky: Περιφερειακή ενότητα Πάρου) je jednou z 13 regionálních jednotek kraje Jižní Egeis v Řecku. Zahrnuje území obydlených ostrovů Paros a Antiparos a menším okolních neobydlených ostrovů. Hlavním městem je Parikia. Břehy omývá Egejské moře.

## Administrativní dělení
Regionální jednotka Paros se od 1. ledna 2011 člení na 2 obce, které odpovídají hlavním obydleným ostrovům:

Poloha ostrovů Paros (1) a Antiparos (2)

| číslo na mapce | Obec      | řecky           | rozloha (km²) | počet obyvatel | hustota zalidnění | sídlo obce |
| -------------- | --------- | --------------- | ------------- | -------------- | ----------------- | ---------- |
| 1              | Paros     | Δήμος Πάρου     | 196,3         | 13 715         | 69,87             | Parikia    |
| 2              | Antiparos | Δήμος Αντιπάρου | 35,1          | 1 211          | 34,5              | Antiparos  |